# جمعية مرشدات مالطا
جمعية المرشدات مالطا هي جمعية توجيهية وطنية في مالطا. التوجيه في مالطا بدا في عام 1918 وأصبحت الجمعية عضوا في الجمعية العالمية للمرشدات وفتيات الكشافة في عام 1966. والجمعية للفتيات فقط ولديها 1337 عضوا (اعتبارا من 2003).